# ارك ذا لاد: تويلايت أف ذا سبريتس
ارك ذا لاد: تويلايت أف ذا سبريتس (بالإنجليزية: Arc the Lad: Twilight of the Spirits)، هي لعبة فيديو يابانية، وهي من تطوير كاتل كال، ومن نشر سوني كمبيوتر إنترتنمنت، صدرت اللعبة سنة 2003، وتعمل حصرياً لمنصة بلاي ستيشن 2.